# Московский драматический театр имени Рубена Симонова
Московский Драматический театр имени Рубена Симонова — драматический театр, работавший  Москве в 1998-2014 годах. Был расположен на Арбате, в Калошином переулке, напротив дома Актёра.

## История
Театр создан в 1988 году на базе двух курсов Щукинского училища народным артистом СССР Евгением Симоновым как театр-студия под руководством Евгения Симонова. В первые годы не имел собственной сцены. В 1993 году театр переименован в «Московский драматический театр п/р Евг. Симонова». В апреле 1995 года театр разместился в здании в Калошином переулке. В мае 1995 года театру присвоили имя народного артиста СССР Рубена Симонова, отца Евгения Симонова. В 1995—1998 годах театром руководил народный артист СССР Юрий Яковлев, в 1998—2013 годах народный артист РСФСР Вячеслав Шалевич.
С 1992 года главным художником театра был Александр Авербах.
В октябре 2014 года Правительство Москвы передало театр в федеральную собственность. Тогда же театр переименовали в федеральное государственное бюджетное учреждение культуры «Московский драматический театр имени Рубена Симонова». Показ спектаклей прекратили 31 декабря 2014 года. 
В соответствии с Приказом Министерства культуры Российской Федерации от 6.02.2015 г. № 217 театр реорганизовали в форме присоединения его к Федеральному государственному бюджетному учреждению культуры «Государственный академический театр имени Евгения Вахтангова».
В 2016—2017 годах в здании провели реконструкцию, общий бюджет которой составил 205 млн рублей. Полностью заменили инженерные коммуникации, создали современные системы вентиляции и пожаробезопасности, выстроили два зрительных зала по 140 мест: один — радиусный, с расположением кресел полукруглым амфитеатром, другой — ближе к классической итальянской сцене-коробке. Открытие новых залов состоялось в ноябре 2017 года.
Помещение, в котором располагался театр, ныне носит название Симоновская сцена театра имени Е. Б. Вахтангова.

## Труппа театра

### Заслуженные артисты РФ
- Владислав Демченко
- Светлана Йозефий
- Игорь Карташев
- Наталья Масич
- Алла Миронова
- Сергей Пинегин
- Анатолий Фролов

### Артисты
- Любовь Венина
- Ирина Курносова
- Вера Ниголь
- Артём Пархоменко
- Галина Попова
- Наталья Михина
- Алексей Субботин

## Репертуар театра
- «Волшебная лампа Аладдина» М. Воронцова, В. Шалевича — Спектакль — лауреат II Московского театрального фестиваля и IX Московского международного театрально-телевизионного фестиваля «Ожившая сказка»
- «Сказка о попе и о работнике его Балде» А. Пушкина — Спектакль удостоен премий II Московского фестиваля спектаклей и шоу-программ для детей и Международного фестиваля «России первая любовь»
- «Сказка о четырёх близнецах» П. Панчева — Спектакль — лауреат премии VI Московского международного театрально-телевизионного фестиваля «Ожившая сказка»
- «Блудный сын (Франсуа Вийон)» Автор и постановщик — Евгений Симонов. Премьера — 21.06.1995 г. Спектакль получил премию за музыку (гран-при фестиваля «Молодые таланты городу и миру» Театрального фонда им. И. М. Смоктуновского (в номинации «Лучшая театральная музыка года» в 1997 г.)
- «Валентин и Валентина» М. Рощина
- «Доходное место» А. Островского
- «В омуте любви…» Д. Мамина-Сибиряка
- «Козлёнок в молоке» Ю. Полякова. Всего показано 537 спектаклей, значительная часть из которых прошли на аншлагах.
- «Тайна целомудренного бабника» А. Крыма
- «Шерше ля фам» Ж. Пуаре
- «Я желаю чужого желания, которое желает меня» А. Эндрюса
- «Мы» Е. Замятина постановка Д. Изместьева
- «Голый король» постановка А. Горбань — Премьера к юбилею театра — 2012 г.
- «Сказка Арденнского леса», Ю.Ким — Премьера к юбилею театра — 2012 г.
- «На дне» М. Горький Режиссёр — В. Портнов; Премьера к юбилею театра — 2012 г.
- «Варфоломеевская жесть» Ю. Клавдиев — Премьера к юбилею театра — май 2013 г.
- «Почти рождественская история» Автор: Эдуард Акопов. Премьера 2013 г.
- «Разговор, которого не было или звук позади самолета» Р. Белецкий. Премьера 2009 г.

## Технические параметры
Параметры зрительного зала:
- Количество мест в зрительном зале — 150.

Параметры сцены:
- ширина сцены — 6 м;
- глубина сцены (от красной линии до задней стены) — 7 м;
- высота сцены — 3,15 м[4].